# Awantura (zespół muzyczny)
Awantura – polski zespół muzyczny z Warszawy założony w 1999 r. Zespół tworzył muzykę z gatunku punk rock – street punk, oi!. Kapela oceniana jest jako czołowa grupa muzyczna tego nurtu na scenie warszawskiej. Ma na swoim koncie trzy wydawnictwa, a jej utwory ukazywały się także na składankach, między innymi wydawanych w ramach serii zatytułowanej „Muzyka ulicy muzyka dla mas”.

## Historia i występy
Za datę utworzenia zespołu przyjmuje się rok 1999, choć początki działalności grupy, pod inną nazwą, sięgają roku 1997 r. Założony został w Warszawie. Do maja 1999 r. zespół prowadził regularne próby. Powstały wówczas takie utwory jak „Chuligańskie życie”, „Dni chaosu”, „Potępiony”, „Czerwone skurwysyny”, „Knajpa”. W listopadzie tegoż roku zespół otrzymał pierwszą poważną szansę publicznej prezentacji. Razem z kapelą Triglav wystąpił jako suport na koncercie zespołu Po Prostu w Warszawie. Kolejne pół roku zabrały następne próby zmierzające do opracowania materiału na pierwszy album. Jednak konieczność przejścia przez służbę wojskową przez Tomala sprawiło zawieszeniem działalności zespołu na półtora–letni okres czasu. Zimą roku 2001 nastąpiło wznowienie działalności. Pojawiły się koncerty: Siedlce (razem z zespołami: Zbeer, Werwolf77 i Triglav) i Szczecin (razem z The Junkers).

## Skład i powiązania
Członkowie zespołu ze wszystkich okresów działalności:
- Bratek: gitara, wokal[5][6]
- Janek: gitara, gitara basowa, wokal w tle[5][7]
- Mihu, Michał: gitara basowa[1][5][8]
- Tomal: perkusja, wokal w tle[2][5][9].

Bratek związany był także z zespołem Triglav. Z kolei Janek występował również w zespole Shrapner oraz okazjonalnie przy nagrywaniu albumu „Znienawidzeni i Dumni” zespołu The Junkers razem z Tomalem.

## Twórczość i opinie
Zespół gra melodyjną, prostą odmianę punk rocka – street punk, oi!. Takie zresztą były pierwsze inspiracje dla zespołu, a mianowicie były to stare brytyjskie grupy Oi!/Streetpunk, pierwsze płyty Skrewdrivera, a także twórczość zespołów TZN Xenna oraz Ramzes & The Hooligans. Sama kapela oceniana jest jako czołowy zespół tego nurtu na scenie warszawskiej.

## Dyskografia

### Dyskografia zespołu
Dyskografia zespołu – albumy muzyczne i ich wydania:
- „Zasady Życia“: 2005 r., Racing Rock Records – RRR01, ALT 1075, płyta kompaktowa[11]
- „Pokolenie Nienawiści”: 2005 r., Racing Rock Records – RRR02C, płyta kompaktowa, EP, edycja limitowana[12]
- „Awantura”: 2016 r., Olifant Records – MLP-097, Olifant Records – MLP 097, Olifant Records – OLIFANT RECORDS 097, płyta winylowa 12"[13].

### Składanki
Składanki (albumy kompilacyjne), na których zamieszczono utwór lub utwory zespołu Awantura:
- „Muzyka ulicy muzyka dla mas”:
  - „Muzyka ulicy muzyka dla mas vol. 1”: 2004 r., Olifant Records 006 / OR 006, płyta kompaktowa[14][15][16]
  - „Muzyka ulicy muzyka dla mas vol. 2”: 2006 r., Olifant Records 014 / OR 014, płyta kompaktowa[17][18][19]
  - „Muzyka ulicy muzyka dla mas vol. 4”: 2016 r., Olifant Records 079, płyta kompaktowa[20][21][22]
- „Nadsat”: 2005 r., Nadsat Productions – nadsat 001, płyta kompaktowa[23].

## Nazwa i odniesienia do twórczości
Nazwa zespołu – Awantura – została przyjęta przez zespół w styczniu 1999 r. Wcześniej od 1997 r. grupa nosiła nazwę The Łobuzers.
Niektóre utwory zespołu Awantura były lub są wykonywane przez inne zespoły jako covery, przykładowo:
- „Czerwone Skurwysyny”: Slavia, album „End To Peace” (Cause Of Honor Records – xCOHx REC CD 01, CD, Album, 2008 r., USA)[24]
- „Czerwone Skurwysyny” (ze zmienionym tytułem – „Czerwone S.”): All Bandits, album „Duma Naszą Zbrodnią” (Magna Polonia, CD, 2013 r.)[25]
- „Zasady Życia”: Contra Boys, album „Muzyka ulicy muzyka dla mas vol. 3” (Olifant Records – Olifant Records 58, CD, 2014 r.)[26][27][28].